# Папа Бонифације II
Папа Бонифације II (лат. Bonifacius Secundus; 17. октобар 532.) је био 55 папа од 22. септембра 530. до 17. октобра 532.